# أغوستين لارا
أغوستين لارا (بالإسبانية: Agustín Lara) هو مغني وكاتب أغاني وملحن وممثل مكسيكي، ولد في 30 أكتوبر 1897 في المكسيك، وتوفي في 6 نوفمبر 1970 بمدينة مكسيكو في المكسيك.

## وصلات خارجية
- أغوستين لارا على موقع IMDb (الإنجليزية)
- أغوستين لارا على موقع ألو سيني (الفرنسية)
- أغوستين لارا على موقع ميوزك برينز (الإنجليزية)
- أغوستين لارا على موقع أول موفي (الإنجليزية)
- أغوستين لارا على موقع قاعدة بيانات الأفلام السويدية (السويدية)
- أغوستين لارا على موقع أول ميوزيك (الإنجليزية)
- أغوستين لارا على موقع ديسكوغز (الإنجليزية)
- أغوستين لارا على موقع قاعدة بيانات الفيلم (الإنجليزية)
- أغوستين لارا على موقع كينوبويسك (الروسية)